# Lords of Magic
Lords of Magic è un videogioco di strategia a turni pubblicato per Windows 95 e Windows 98 nel 1997 dalla Sierra Entertainment. Inteso come combinazione tra Heroes of Might and Magic II e Lords of the Realm II, il gioco ha ricevuto anche una Special Edition, che contiene tra le altre cose un pacchetto d'espansione chiamato Legends of Urak, cinque missioni individuali che ruotano intorno a storie non collegate alla trama principale del gioco.

## Trama
Il gioco è ambientato nella leggendaria terra di Urak, divisa nelle otto religioni di Terra, Aria, Fuoco, Acqua, Vita, Morte, Ordine e Caos. Queste otto religioni fanno parte del Cerchio della Vita, ma ognuna di esse è l'opposta e mortale nemica di un'altra. L'atmosfera del gioco si presenta in genere high fantasy, ed è ispirata alle opere di Tolkien e a Dungeons and Dragons. La terra di Urak è però minacciata da Balkoth, Signore della Morte, che guida una campagna per distruggere tutte le altre fedi in onore di Golgoth, il suo Dio oscuro. Il giocatore è dunque chiamato a guidare una delle altre sette religioni, e dovrà espandere i suoi ranghi per difendersi dalla minaccia oscura, per poi passare all'attacco e annientarla una volta per tutte.

## Modalità di gioco
In Lords of Magic, lo scopo è quello di allargare i propri possedimenti e conquistare popoli e terre. Gli otto popoli si distinguono in altrettante fazioni diverse e contrapposte tra loro, ossia Aria, Ordine, Fuoco, Vita, Terra, Caos, Acqua e Morte. Ogni fazione è comandabile da uno fra tre tipi di personaggio: Guerriero (che agisce come "carrarmato" in testa al suo esercito), Ladro (abile nello spionaggio e nel furto di denaro, birra e cristalli magici, e persino in grado di rapire eroi avversari e restituirli in cambio di un riscatto in risorse) o Mago (debole fisicamente, ma in grado di utilizzare potenti magie). L'obiettivo finale del gioco, a prescindere dalla fazione iniziale, è sconfiggere Balkoth, Signore della Morte, con ogni mezzo necessario; una volta fatto, il gioco sarà vinto e il giocatore può giocare nei panni della religione della Morte e usarla per conquistare Urak.
La durata di ciascuna partita può dipendere dalla sopravvivenza del personaggio principale, denominato appunto Lord o Signore, che inizialmente controlla un numero ristretto di elementi, allargabile con il proseguire della partita raggiungendo altre costruzioni, conquistando altri popoli, costruendo e potenziando edifici, aumentando l'afflusso di risorse impiegandoli in città e creando unità dalle costruzioni apposite. Nel caso un Lord muoia in battaglia, la fazione viene rimossa dal gioco, a meno che il giocatore non abbia ottenuto un "erede", che si ottiene facendosi amica un'altra fazione e poi liberando il suo Grande Tempio prima di loro, e in tal caso la fede apparterrà al giocatore e il suo signore di turno diverrà l'erede. Il gioco si differenzia da tutti gli altri strategici dell'epoca in quanto presenta una sola mappa, e ogni fede comincia in una posizione specifica; questo, nonostante i luoghi d'interesse siano spesso disposti in posizioni diverse, porta a una natura ripetitiva, contrastata però da un editor di mappe.
Il gioco è diviso in una modalità strategica a turni nella mappa mondiale, dove si gestiscono le città e si spostano gli eserciti, e una tattica in tempo reale nelle battaglie tra gli eserciti. I Campioni e i Signori, che comandano ciascuno un esercito di un massimo di tre unità e nove truppe, possono equipaggiarsi con i vari oggetti che trovano nel gioco, ottenibili attraverso le grotte o dalle altre fazioni. Il gioco contiene anche un sistema di eserciti neutrali che possono scorrazzare di reame in reame per creare scompiglio tra i giocatori, e include un sistema di diplomazia che permette di interagire con le altre fazioni, con le quali commerciare o scambiare i progressi di ricerca o evitare una battaglia. Il gioco contiene persino oltre 160 magie, tutte diverse per ogni fazione, e divise in "offensive", "difensive", "mondiali" e "sapienza generale", e più di 90 artefatti da scoprire.

## Fazioni giocabili
Ognuna delle otto fazioni (Morte, Vita, Terra, Aria, Ordine, Caos, Acqua e Fuoco) rappresenta il loro elemento con le loro unità, i loro eroi e le loro magie.
- Vita: i seguaci di questa fede sono degli elfi che lottano con armi fatte in legno di quercia, e vivono in edifici costruiti sugli alberi dalla corteccia bianca e dalle foglie dorate, in una terra dal verde vibrante. Questa fede possiede gli arcieri più forti del gioco, ma anche degli scarsi combattenti da mischia. Se abbastanza avanzati, i suoi seguaci sono in grado di evocare maestosi pegasi e persino la potente Fenice.
- Morte: gli elfi oscuri che seguono Golgoth abitano nelle paludi e negli acquitrini di Urak, e sono temuti per la loro potente capacità di negromanzia, oltre che per i loro temuti lanciatori di giavellotti e la loro cavalleria. L'unico grande problema è che sono temuti da tutte le altre fazioni, il che porta a pessimi rapporti con tutti. Le loro creature speciali sono i Vampiri e il Lich.
- Terra: basati sugli hobbit e sui nani di Tolkien, vivono in funghi giganti e in caverne sotterranee. Le loro unità sono le più lente di tutto il gioco, una debolezza spesso importante che però viene compensata dall'alta resistenza e dalla notevole forza fisica. I seguaci di questa fede possono evocare i Golem e il Grande Verme.
- Aria: le nuvole in cielo sono casa delle fate e dei giganti della tempesta. I Maghi dell'Aria sono rinomati per la loro incredibile magia, e i loro giganti, i loro Guerrieri Campioni, sono armati di enormi spade. La loro cavalleria è debole, ma le unità sono generalmente rapide nella marcia e anche capaci di rendersi invisibili. Se abbastanza sviluppati, i seguaci di questa fede possono anche evocare un Drago della Tempesta.
- Fuoco: i vulcani e le caverne piene di lava sono casa del popolo del Fuoco, composto da Giganti e Nani. La loro magia è distruttiva, e la loro potenza offensiva è devastante, ma la loro difesa è bassa. Se abbastanza potenti, coloro che venerano questa fede possono evocare un potente Dragone di fuoco, che può distruggere da solo interi eserciti nemici.
- Acqua: le Amazzoni dominano le acque di Urak, e vivono in case di corallo che pullulano le coste. Le loro navi sono le più forti nel gioco, e la loro cavalleria, i loro guerrieri e i loro esploratori rapidissimi non sono da meno, ma soffrono di arcieri deboli, ovvero gli uomini lucertola, e della mancanza di una creatura in grado di cavarsela sulla terraferma. Sono l'unica fede che possono evocare più di una creatura leggendaria, ovvero il Kraken e i ragni giganti.
- Ordine: basatasi interamente sulle leggende di Camelot, questa fede si ispira al tipico ordine dei cavalieri, i cui eserciti sono formati essenzialmente da paladini in armatura splendente e balestrieri corazzati. Questa fede è una fazione a tutto tondo, che non eccelle in nessun campo ma presenta anche punti deboli trascurabili. Inoltre, nel gioco standard la sua città si trova nei pressi del centro di Urak, rendendola più suscettibile politicamente nel caso di un cambio nella diplomazia, e rendendo quindi consigliabile farsi amiche quante più fedi possibili. Le creature di questa fede sono degli spiriti guerrieri, ed è persino possibile evocare il leggendario eroe Ser Lancillotto del Lago, il quale, se usato al massimo della sua potenza, si rivela anche superiore alle creature speciali delle altre fazioni.
- Caos: i seguaci di questa fede sono barbari che vivono nei monti e nelle pianure di Urak e vivono in una società tribale. Eccellono nella forza bruta, ma peccano nella difesa e nel tiro a distanza. I loro guerrieri e cavalieri incutono paura a molti, così come la loro creatura leggendaria, l'Idra, ma i loro lanciabastoni sono virtualmente inutili. La grande particolarità di questa fede è che include un sistema di eventi basato sulla magia, che può fare del male ai loro nemici o a loro stessi.

## Legends of Urak
L'espansione Legends of Urak, uscita nel 1998, è inclusa nella Special Edition del gioco, e contiene cinque avventure speciali.
- quella della Terra si basa sull'epico poema di Beowulf, ma contiene anche molte avventure originali.
- quella del Fuoco ha come protagonista la strega di fuoco Crispin, che dovrà uccidere un enorme drago di ghiaccio per riportare la capitale del Fuoco al suo splendore.
- quella della Morte ha per protagonista uno stregone in grado di resuscitare i morti e portarli in battaglia, e alla fine si dovrà scegliere se sconfiggere un Lich in battaglia e restituire il suo bastone magico al suo signore, o tenersi per sé il bastone, prendere il controllo della capitale della Morte e sconfiggere la Regina.
- la prima avventura dell'Ordine è basata sulle classiche leggende di Merlino e di Re Artù, e termina con il ritrovamento del Sacro Graal e la morte di Mordred.
- la seconda avventura dell'Ordine è accessibile cliccando al centro del cerchio della vita nel menù delle missioni speciali dell'espansione, e ha come protagonista Sigfrido, che alla fine salva la valchiria Brunilda e sconfigge Attila degli Unni.

## Accoglienza
| Testata                                | Giudizio |
| -------------------------------------- | -------- |
| GameRankings (media al 30 agosto 2020) | 77%      |
| CGW                                    | 1/5      |
| GameRevolution                         | B+       |
| GameSpot                               | 6.3/10   |
| PC Gamer (USA)                         | 82%      |
| PC Zone                                | 78%      |

Lords of Magic ha ricevuto un'accoglienza mediamente favorevole stando alle recensioni aggregate su GameRankings.
| Testata                                | Giudizio |
| -------------------------------------- | -------- |
| GameRankings (media al 30 agosto 2020) | 74%      |
| CGW                                    | 3/5      |
| GameSpot                               | 7/10     |

Rispetto al gioco originale, Legends of Urak ha ricevuto un'accoglienza più altalenante stando alle recensioni aggregate su GameRankings.